# 2008年音樂
2008年的第一天從星期二開始。

## 音樂大事紀
- 第八届音乐风云榜年度盛典於2008年4月8日晚在北京展覽館劇場舉行[1]，本屆頒獎典禮取消了最受歡迎獎項和粵語單元獎項。

## 重要獎項

### 音樂風雲榜（第8屆）
- 內地最佳男歌手：老狼
- 港台最佳男歌手：張震嶽
- 內地最佳女歌手：趙薇
- 港台最佳歌手：梁靜茹

## 外部連結
1. ↑  . ent.sina.com.cn.   [2022-03-22]. （原始内容存档于2022-05-12）.